# Wörterberg
Wörterberg (ungarisch Vörthegy Wörthegy) ist eine Gemeinde mit 533 Einwohnern (Stand 1. Jänner 2024) im Bezirk Güssing im Burgenland in Österreich.

## Geografie

### Geografische Lage
Die Gemeinde liegt im Südburgenland im Nordwesten des Bezirks Güssing. Wörterberg ist der nördlichste Ort im Bezirk. Die Gemeinde besteht aus dem Dorf Wörterberg, den Rotten Mitterberg und Wilfingberg sowie aus der Einzellage Heiduttischer Ried.
Der höchste Punkt des Orts ist die auf 408 m Seehöhe gelegene Kapelle St. Stephan.

### Nachbargemeinden
|                                                 | Wolfau (Bezirk Oberwart)                    |         |
| Rohr bei Hartberg (Bezirk Hartberg-Fürstenfeld) | Kompassrose, die auf Nachbargemeinden zeigt |         |
|                                                 | Hackerberg                                  | Stinatz |

### Klima
|                        | Jan  | Feb  | Mär  | Apr  | Mai  | Jun  | Jul  | Aug  | Sep  | Okt  | Nov  | Dez  |   |      |
| Mittl. Temperatur (°C) | −1,1 | 0,7  | 4,7  | 9,6  | 14,6 | 17,6 | 19,7 | 19,1 | 14,7 | 9,6  | 3,9  | −0,1 | ⌀ | 9,5  |
| Mittl. Tagesmax. (°C)  | 2,5  | 5,2  | 10,0 | 15,2 | 20,2 | 23,0 | 25,4 | 24,9 | 20,2 | 14,6 | 7,6  | 3,0  | ⌀ | 14,4 |
| Mittl. Tagesmin. (°C)  | −4,0 | −2,8 | 0,8  | 5,0  | 9,6  | 12,6 | 14,5 | 14,3 | 10,6 | 6,1  | 1,2  | −2,5 | ⌀ | 5,5  |
|                        |      |      |      |      |      |      |      |      |      |      |      |      |   |      |
| Niederschlag (mm)      | 20   | 21   | 35   | 41   | 79   | 106  | 94   | 103  | 73   | 57   | 46   | 37   | Σ | 712  |
|                        |      |      |      |      |      |      |      |      |      |      |      |      |   |      |
| Luftfeuchtigkeit (%)   | 71,6 | 59,7 | 54,2 | 48,4 | 53,1 | 54,0 | 51,3 | 52,5 | 57,7 | 63,6 | 72,2 | 75,6 | ⌀ | 59,5 |

| −4,0 |

| −2,8 |

| 0,8 |

| 5,0 |

| 9,6 |

| 12,6 |

| 14,5 |

| 14,3 |

| 10,6 |

| 6,1 |

| 1,2 |

| −2,5 |

| −4,0 |

| −2,8 |

| 0,8 |

| 5,0 |

| 9,6 |

| 12,6 |

| 14,5 |

| 14,3 |

| 10,6 |

| 6,1 |

| 1,2 |

| −2,5 |

## Geschichte
Wörterberg entstand im 13. Jahrhundert als Tochtersiedlung von Wörth an der Lafnitz. Die Bewohner benannten die neu gegründeten Orte nach verlassenen in ihrer Heimat. So kam der Name Wörth zustande.
Die Siedlung entstand aus „Kellerstöckln“, die zur Lagerung der Ernten aus den Obst- und Weingärten, Wiesen und Feldern auf den Hängen östlich von Wörth dienten. Diese Kellerstöckln wurden ausgebaut und weiter bewirtschaftet. Die Grafen Széchényi, Kottulinsky und Batthyány besaßen damals dieses Gebiet.
Bis Anfang des 20. Jahrhunderts wurde der Ort Wörther Berg geschrieben.
Der Ort gehörte wie das gesamte Burgenland bis 1920/21 zu Ungarn (Deutsch-Westungarn). Seit 1898 musste aufgrund der Magyarisierungspolitik der Regierung in Budapest der ungarische Ortsname Vörthegy verwendet werden.
Nach Ende des Ersten Weltkriegs wurde nach zähen Verhandlungen Deutsch-Westungarn in den Verträgen von St. Germain und Trianon 1919 Österreich zugesprochen. Der Ort gehört seit 1921 zum neu gegründeten Bundesland Burgenland (siehe auch Geschichte des Burgenlandes).
Im Ersten Weltkrieg starben 23 Bewohner.
Nach Ende des Ersten Weltkriegs stand es wirtschaftlich schlecht, da nun die Lafnitz die Grenze zwischen Österreich und Ungarn war. Dadurch war Wörterberg von Wörth abgeschnitten, mit dem es wirtschaftlich eine Einheit bildete. Aus diesem Grund war die Bevölkerung dazu gezwungen, Schmuggel zu betreiben. Es kam oft zu nächtlichen Überfällen und Schießereien. Erst mit dem Anschluss des Burgenlands an Österreich wurde es ruhiger und auch wirtschaftlich ging es bergauf. Dieser Aufschwung endete 1926. Es folgten Arbeitslosigkeit, Preissteigerung und Unanbringlichkeit von Produkten. Daher wurde der Anschluss an das Deutsche Reich begrüßt. Als der Zweite Weltkrieg ausbrach, schwang die Stimmung um. Es starben 26 Männer an der Front, weitere 16 werden vermisst.
Von 1971 bis 1991 gehörte Wörterberg zur Gemeinde Ollersdorf. Durch den Einsatz von mehreren Ortsansässigen wurde Wörterberg 1991 wieder eine eigenständige Gemeinde.

## Kultur und Sehenswürdigkeiten

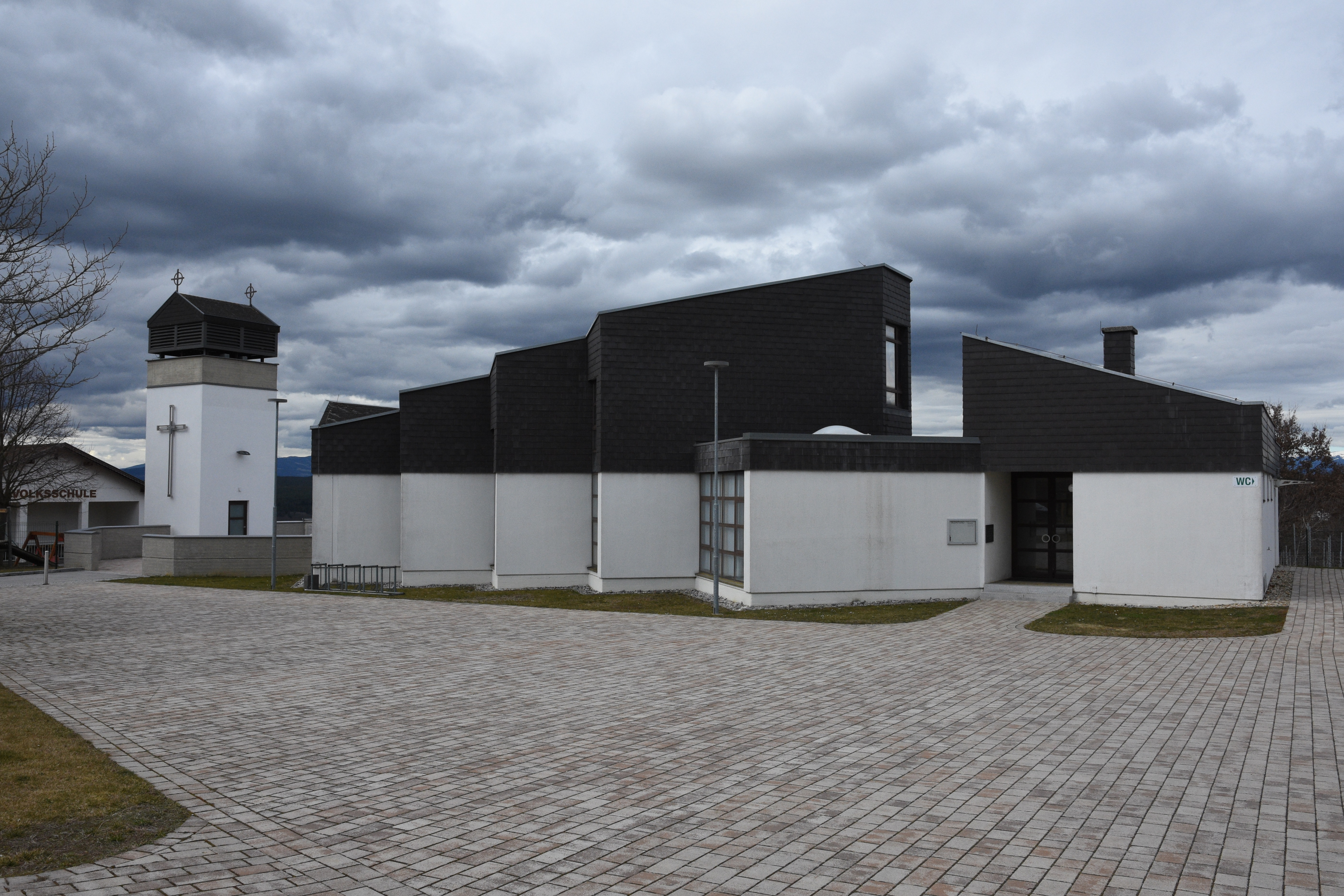
Pfarrkirche Wörterberg

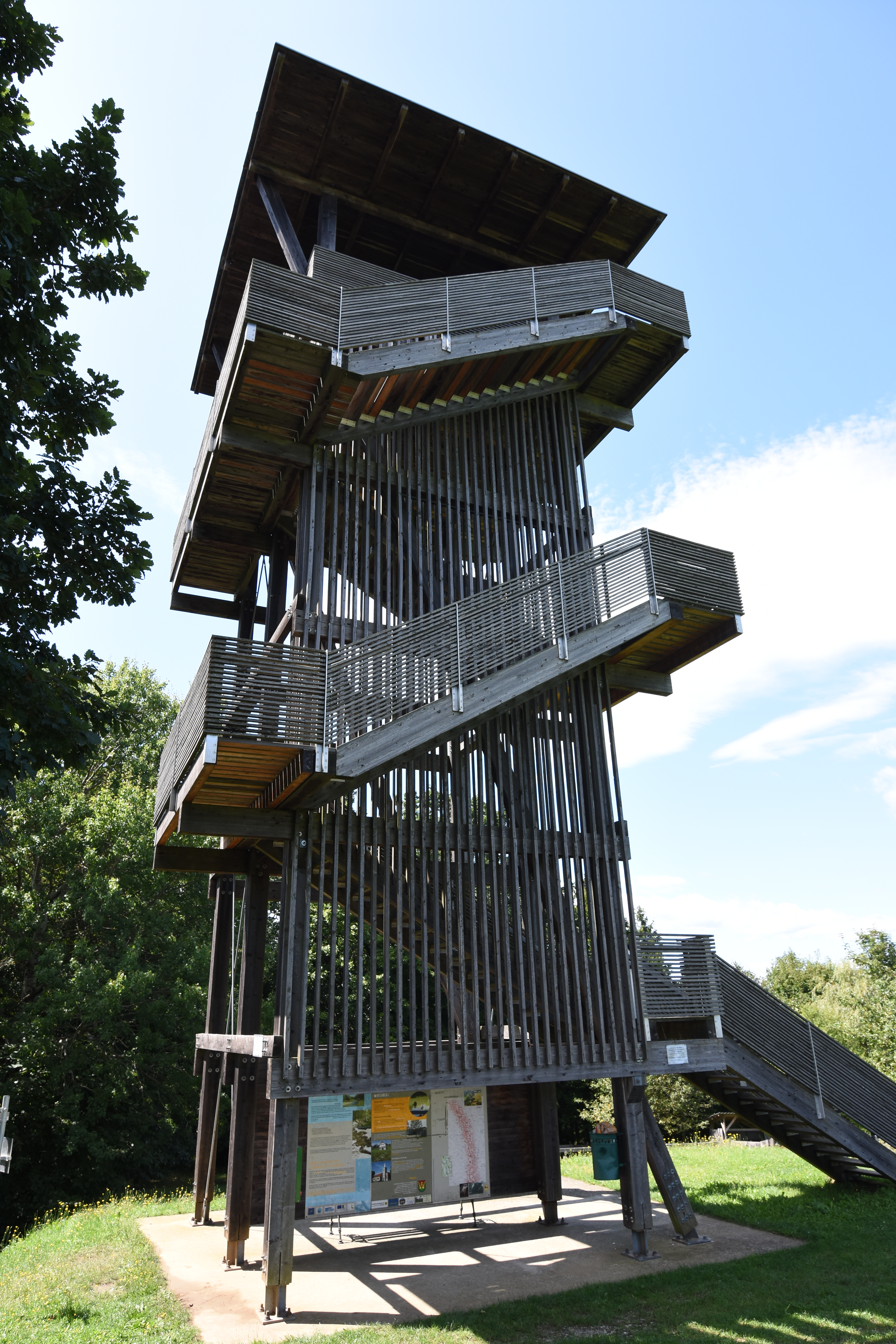
Aussichtsturm Wörterberg

- Seit 1908 eine Kapelle sowie eine Kirche (1978).
- Eine Attraktion in Wörterberg ist der 2004 errichtete 15 Meter hohe Aussichtsturm, von dem man beinahe das gesamte Lafnitztal überblicken kann.[3]
- 2003 wurde an der Uferböschung der Lafnitz ein Holzfass gefunden. Es gehört zu den wenigen noch erhaltenen Holzgegenständen aus der römischen Kaiserzeit.
- 2005 wurde außerdem noch eine Ofenanlage freigelegt.

## Wirtschaft und Infrastruktur
In Wörterberg gibt es eine einklassige Volksschule und einen Kindergarten (1993), außerdem noch eine Mehrzweckhalle, einen Kinderspielplatz und einen Sportplatz.

## Politik

### Gemeinderat
Der Gemeinderat hat 11 Mitglieder.

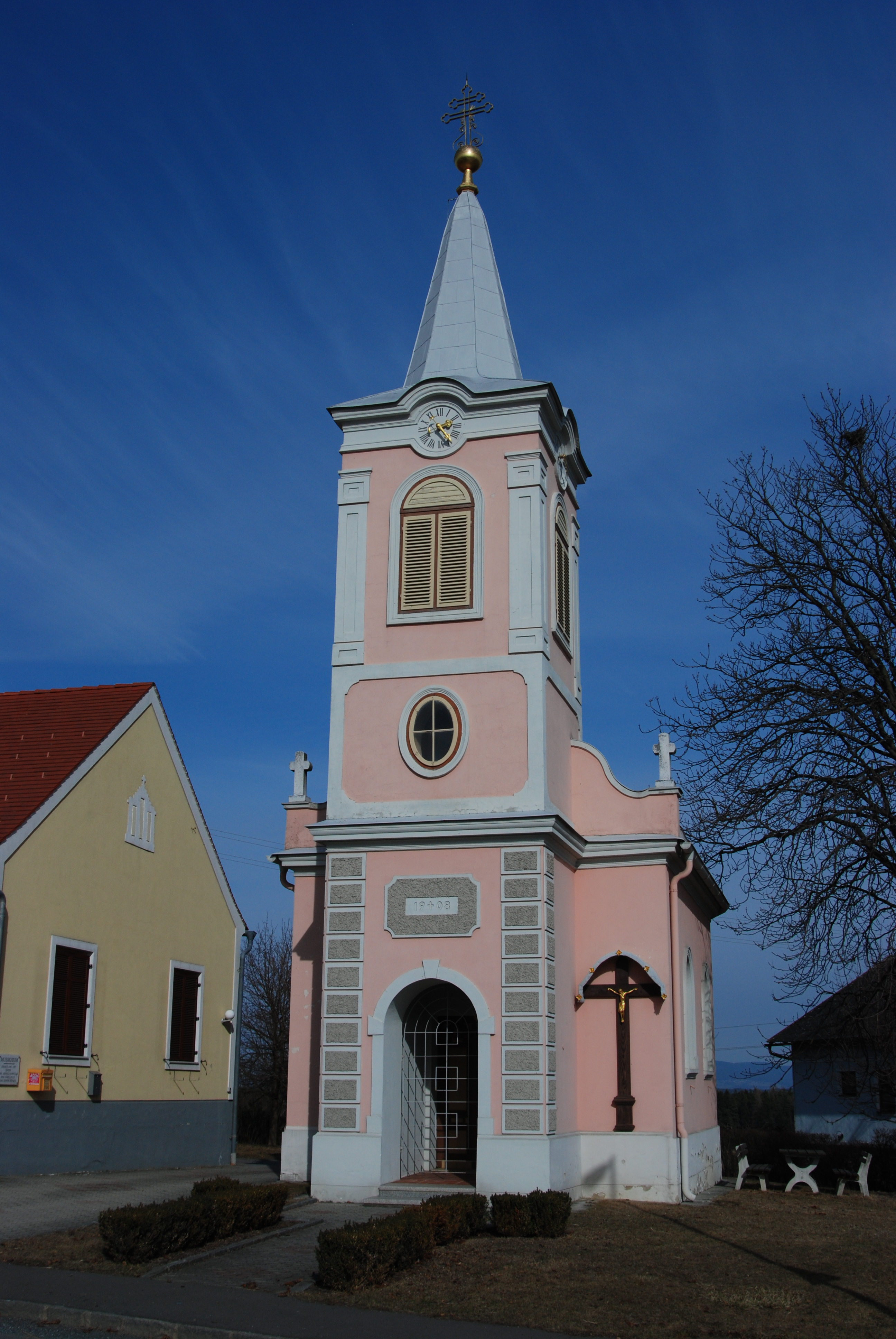
Kapelle Wörterberg

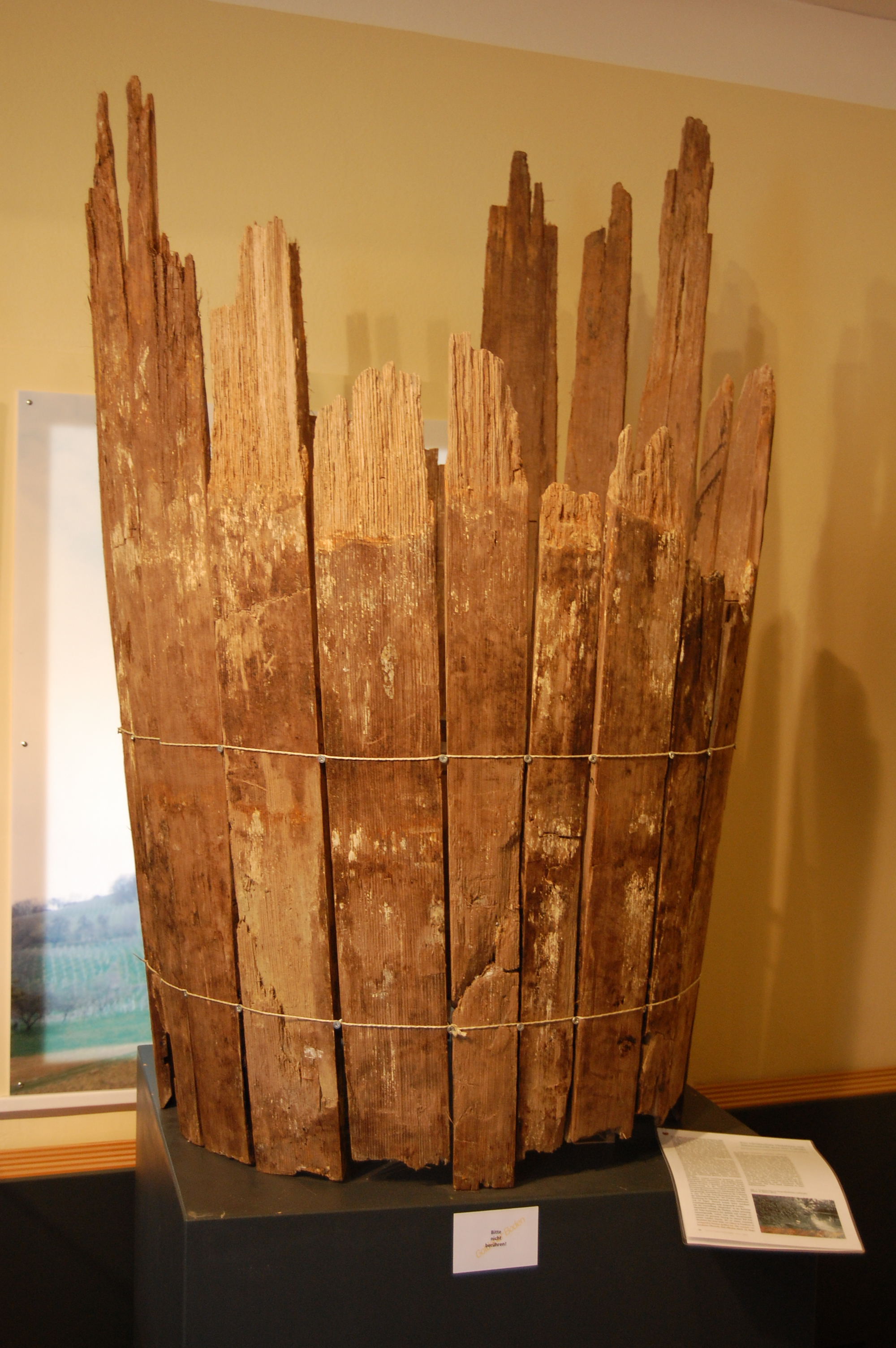
Römerzeitliches Holzfass aus Wörterberg im Museum Hartberg

- Mit den Gemeinderatswahlen im Burgenland 2002 hatte der Gemeinderat folgende Verteilung: 4 SPÖ und 7 ÖVP.[4]
- Mit den Gemeinderatswahlen im Burgenland 2007 hatte der Gemeinderat folgende Verteilung: 5 SPÖ und 6 ÖVP.[5]
- Mit den Gemeinderatswahlen im Burgenland 2012 hatte der Gemeinderat folgende Verteilung: 7 SPÖ und 4 ÖVP.[6]
- Mit den Gemeinderatswahlen im Burgenland 2017 hatte der Gemeinderat folgende Verteilung: 6 SPÖ und 5 ÖVP.[7]
- Mit den Gemeinderatswahlen im Burgenland 2022 hat der Gemeinderat folgende Verteilung: 6 SPÖ, 4 ÖVP und 1 FPÖ.[8]

### Bürgermeister
- 1971–1991 kein Bürgermeister, weil der Ort ein Teil der Gemeinde Ollersdorf im Burgenland war
- 1991–2009 Erwin Stipsits (ÖVP)[9]
- seit 2010 Kurt Wagner (SPÖ)

### Wappen
Das Gemeindesiegel zeigte zu dieser Zeit den Heiligen Georg, der auf einem Pferd sitzt und mit einer Lanze den Lindwurm durchbohrt.
Das aktuelle Wappen zeigt im unteren Teil einen grünen Hügel, der Wörterberg symbolisiert. Auf ihm wachsen ein Apfel- und ein Birnbaum, diese stehen für die Streuobstwiesen. Das Doppelkreuz stellt das Kreuz von Papst Silvester II. dar, das er König Stephan von Ungarn verliehen hat. Es soll an die Kapelle zum Hl. Stephan erinnern. Die rot-goldenen Felder sollen die Verbundenheit zum Burgenland symbolisieren. Das Gemeindewappen wurde von Thomas Resetarits entworfen.